# Bael

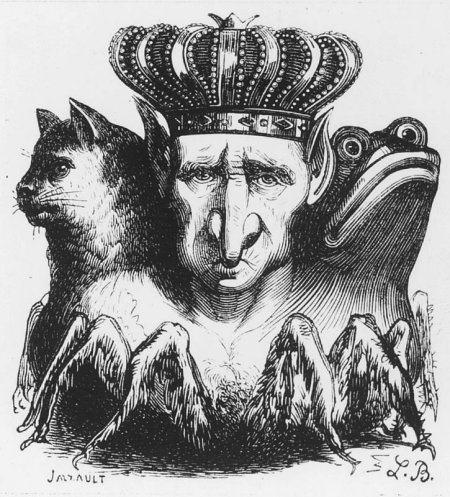
Illustrazione di Bael dal Dictionnaire Infernal di Collin de Plancy

Bael (pronunciato Baèl) è un demonio, largamente menzionato nell'Antico Testamento. Compare anche nella demonologia cristiana, citato per la prima volta nella lista dei principali demoni stabilita dalla Chiesa durante il primo concilio di Braga. Re della parte orientale dell'Inferno, è un ottimo capo di guerra, alla testa di seicentosessantasei legioni di demoni.

Viene citato anche dal demonologo olandese Weyer in un suo trattato chiamato Pseudomonarchia Daemonum.
Si presenta sotto la forma di una creatura a tre teste, di un rospo, di uomo e di un gatto sopra un corpo di ragno. È inoltre caratterizzato dalla sua voce roca, e si dice che fosse il demonio dell'invisibilità. 
Spesso viene confuso con Bael o con Belial, tuttavia la radice etimologica di questi nomi è sempre l'ebraico bael - el o anche solo bael, con il significato di idolo o falso dio.

## Origini ed etimologia
Bael, detto in principio Baal, era uno dei primi idoli pagani dei Fenici, spesso associato alla dea Astarte, divenuta in seguito anch'essa un demonio (come Astaroth) nella tradizione ebraica e cristiana.
Ba'al era in origine anche un titolo affibbiato ad alcune divinità semite occidentali.
Il nome Baal Hadad fu quello più utilizzato dagli Aramei, che ne portarono la diffusione nel resto del Mar Mediterraneo. I primi demonologi, ignari del fatto che Hadad o altre sostituzioni del termine Ba'al venivano utilizzate nella Bibbia (in particolare nell'Antico Testamento) per indicare alcune divinità, nessuna delle quali si riferiva ad Hadad, arrivarono a considerare il termine come la denominazione di un unico personaggio. Fino a quando gli scavi archeologici ad Ebla ed Ugarit non fecero rinvenire alla luce alcuni testi riguardanti il pantheon siriaco, il nome di Ba' al Zebub veniva spesso confuso con vari dei semiti chiamati Ba'al, e nel Nuovo Testamento il termine si riferisce ad un demonio d'alto rango o al Diavolo stesso.

## Bibbia

### Vittoria di Elia
Nel Primo Libro dei Re viene raccontato il massacro dei seguaci di Baal da parte del profeta Elia e dei suoi seguitori. Elia, ultimo fedele al Dio di Abramo, sfidò e vinse i profeti del dio Baal sul monte Carmelo: qui, dopo che essi furono svenuti, dimostrò la potenza di Dio accendendo, con la preghiera, una pira di legna verde e bagnata. Dopodiché, presso il torrente Kison, scannò tutti i 450 sacerdoti di Baal:

## Nella cultura di massa
- Baal è uno dei demoni evocati da un gruppo di cabalisti nel romanzo Il castello di Eymerich (2001) di Valerio Evangelisti.
- Baal è il demone antagonista principale del film horror Il rito (2011) di Mikael Håfström.
- Bael è uno dei singoli dell'album  Capo Nord (1980) di Alice.
- Baal è uno dei tre demoni maggiori, nonché il più forte del videogioco Diablo II, dove si presenta come boss nell'espansione Lord of Destruction;
- Bael è uno dei boss del videogioco Devil May Cry 4, un demone dalle fattezze di rospo. Durante il combattimento, diventa invisibile per brevi tratti.
- Bael è il boss finale del videogioco Bloodstained: Ritual of the Night.
- Nel gioco di ruolo D&D, Bel è il sovrano di Avernus, il primo strato del piano dei Nove Inferi di Baator.
- Bael appare in alcuni capitoli della serie di videogiochi Shin Megami Tensei.